# Meg Mundy
Meg Mundy (Londen, 4 januari 1915 – 12 januari 2016), geboren als Margaret Mundy, was een Brits-Amerikaanse actrice.

## Biografie
Mundy was een dochter van de Australische operazangeres Clytie Hine (1887-1983) en van de Engelse cellist John Mundy. In 1921 emigreerde de familie naar New York met hun twee kinderen Margaret en John. Mundy begon met acteren in 1936 in het theater in Manhattan. Hierna heeft zij nog meerdere rollen gespeeld in het theater.
Mundy begon in 1949 met acteren voor televisie in de televisieserie The Ford Theatre Show. Hierna heeft zij nog meerdere rollen gespeeld in televisieseries en films zoals Alfred Hitchcock Presents (1956), Ordinary People (1980), Fatal Attraction (1987) en All My Children (1997-2001). Mundy werd in 1982 genomineerd voor een Daytime Emmy Award voor beste dramaserie met de televisieserie The Doctors. In 2001 heeft zij voor het laatst geacteerd en genoot tot haar overlijden in 2016 van haar pensioen in Upstate New York.

## Filmografie[3]

### Films
- 1987 · Someone to Watch Over Me – als Antonia
- 1987 · Fatal Attraction  – als Joan Rogerson
- 1984 · You Can't Take It with You – als mrs. Anthony P. Kirby
- 1983 · The Survivors – als Mace Lover
- 1980 · Ordinary People – als oma
- 1979 · The Bell Jar – als Bea Ramsey
- 1978 · Oliver's Story – als mevr. Barrett
- 1978 · Eyes of Laura Mars – als Doris Spenser
- 1978 · Breaking Up – als Louise Crawford
- 1976 · First Ladies Diaries: Edith Wilson – als mrs. Benham
- 1961 · Special for Women: The Glamour Trap – als model

### Televisieseries
Uitgezonderd eenmalige gastrollen.
- 1997–2001 · All My Children – als Eugenia von Voynavitch – 22 afl.
- 1988 · The Guiding Light – als Julia Stoddard - 2 afl.
- 1972–1982 · The Doctors – als Mona Croft - 677 afl.
- 1955 · The Way of the World – als ?? – 5 afl.
- 1949–1950 · Suspense – als mrs. Gardner – 3 afl.

- Gemeinsame Normdatei: 143585835
- International Standard Name Identifier: 0000 0000 2750 4031
- Library of Congress Control Number: n88034752
- SNAC: w6jf8s18
- Virtual International Authority File: 168464521
- WorldCat: E39PBJghjhMCP8fBmwbKbbfyVC